# Cymatogramma aguayoi
Cymatogramma aguayoi är en fjärilsart som beskrevs av De La Torre och Callejas 1951. Cymatogramma aguayoi ingår i släktet Cymatogramma och familjen praktfjärilar. Inga underarter finns listade i Catalogue of Life.